# Дирутенийтриалюминий
Дирутенийтриалюминий — бинарное неорганическое соединение
рутения и алюминия
с формулой Al3Ru2,
кристаллы.

## Получение
- Сплавление стехиометрических количеств чистых веществ:

{\displaystyle {\mathsf {3Al+2Ru\ {\xrightarrow {1600^{o}C}}\ Al_{3}Ru_{2}}}}

## Физические свойства
Дирутенийтриалюминий образует кристаллы 
тетрагональной сингонии, пространственная группа I 4/mmm, параметры ячейки a = 0,3079 нм, c = 1,733 нм, Z = 2,
структура типа диосмийтриалюминия Al3Os2.
При температуре выше 1000°С происходит фазовый переход в структуру
тригональной сингонии, пространственная группа P 3m1, параметры ячейки a = 0,407 нм, c = 0,573 нм, Z = 1,
структура типа диникельтриалюминия Al3Ni2
.
Соединение образуется по перитектической реакции при температуре ≈1600°C  (1595°C ).